# Ивольский сельсовет
Ивольский сельсовет (бел. Івольскі сельсавет) — упразднённая административная единица на территории Буда-Кошелёвского района Гомельской области Республики Беларусь.

## История
В состав Ивольского сельсовета входили: до 1936 года посёлок Кривизна, Свашин; до 1938 года посёлок Галыда, до 1968 года посёлок Пашковский, до 1997 года посёлок Букалов. Все они в настоящее время не существуют.
16 декабря 2009 года Ивольский сельсовет упразднён. Территория упразднённого сельсовета, в том числе деревни Ивольск, Лозки, Синичино, поселки Дунай, Красная Площадь, Красный Лужок, Осов, Растеребы, Смоловые Лозки, включены в состав Кривского сельсовета.

## Состав
Ивольский сельсовет включал 9 населённых пунктов:
- Дунай — посёлок
- Ивольск — деревня
- Красная Площадь — посёлок
- Красный Лужок — посёлок
- Лозки — деревня
- Осов — посёлок
- Растеребы — посёлок
- Синичино — деревня
- Смоловые Лозки — посёлок